# کلیفتون (تنسی)
کلیفتون(به انگلیسی: Clifton) شهری در ایالت تنسی کشور ایالات متحده آمریکا است که جمعیت آن در سرشماری سال ۲۰۱۰ میلادی، ۲٬۶۹۴ نفر بوده‌است.